# مأمون جرار
مأمون جرار (1949-)، كاتب وشاعر وأكاديمي أردني من أصل فلسطيني، ولد في بلدة صانور في جنين بالضفة الغربية، عمل في التعليم لأربعة عقود حيث عمل محاضرًا في كلية تأهيل المعلمين، والدعوة وأصول الدين، وشغل منصب عميد كلية الخوارزمي بعمان، كما عمل أستاذا مساعدا في جامعة العلوم التطبيقية وتولى رئاسة قسم اللغة العربية فيها، وعمل بقطاع التعليم في الإمارات وتولى التدريس في جامعة الملك سعود بين عامي 1982 و1990.
أصدر العديد من الأعمال الأدبية، وترأس رابطة الأدب الإسلامي بالأردن منذ 1995، ونال عضوية جمعية الحضارة والثقافة الإسلامية في عمان، وهو عضو في رابطة الأدب الإسلامي العلمية، وقد طغى الجانب السياسي على إنتاجه فأصدر أول مجموعة شعرية بعنوان «القدس تصرخ» في 1969، ومجموعته الثانية بعنوان «الفجر الآتي» و«القهر»، وتناول في كتاباته ومشاركاته في المؤتمرات المشاكل السياسية والإشكاليات الفكرية في العالمين العربي والإسلامي.

## التعليم
إنتقل مأمون إلى الأردن بعد احتلال جنين، وواصل تعليمه الجامعي في الجامعة الأردنية في بعثة دراسية من وزارة التربية والتعليم، وحصل منها على ليسانس في اللغة العربية وآدابها في 1971، ثم حصل على دبلوم عالي في التربية في 1973، والتحق بقسم الدراسات العليا بالجامعة الأردنية وحصل على شهادة ماجستير في اللغة العربية وآدابها في 1980، ثم نال درجة الدكتوراه في منهج الأدب الإسلامي من جامعة الإمام محمد بن سعود الإسلامية بالرياض عام 1987، وكان عنوان رسالته: «خصائص القصة الإسلامية».

## مؤلفات
صدرت له عدة أعمال أدبية منها:
- «معجم ابن بطوطة في رحلته»، دار المأمون، 2005.[4]
- «الاتجاه الإسلامي في الشعر الفلسطيني الحديث»، دار البشير، 1984.[5]
- «القدس تصرخ: شعر»، الكويت: دار البيان، 1969.[6]
- «خصائص القصة الإسلامية»، دار المنارة للنشر، جدة، السعودية، 1988.[7]
- «رسالة إلى الشهداء»، دار المأمون للنشر والتوزيع، عمان، 2012.[8]
- «فلسطين ميراث الأنبياء: بنو إسرائيل وفلسطين»، دار الإعلام، 2003.[9]
- «العلاقات الأسرية: (رؤية إسلامية)»، دار الإعلام للنشر، عمان، الأردن، 2002.
- «شخصيات تحدث عنها القرآن»، دار المأمون للنشر، 2015.[10]
- «الموت بوابة الخلود»، دار المأمون للنشر، 2010.[11]
- «شخصيّات قرآنية»، عمان، الأردن: دار البشير، 1992.[12]
- «أسرار الأذكار»، دار المأمون، عمان، الأردن، 2007.[13]
- «صور ومواقف من حياة الصالحين»، بيروت: مؤسسه الرسالة، 1995.[14]
- «صور ومواقف من حياة الصالحات»، دار البشير، 1995.[15]
- «الغزو المغولي أحداث وأشعار»، دار البشير، 1984.[16]
- «فنون النثر العربي القديم»، جامعة القدس المفتوحة، عمان، الأردن 1993.[17]
- «تسبيحات كونية: شعر»، دار المأمون للنشر، عمان، الأردن، 2008.[18]
- «محجبات ولكن»، دار المأمون للنشر، عمان، الأردن، 2006.[19]
- «قصائد للفجر الآتي»، مكتبة الأقصى، عمان، الأردن، 1981.[20]
- «مشاهد من عالم القهر»، دار البشير، عمان، الأردن، 1953.[21]
- «من قصص النبي صلى الله عليه وسلم»، دار البشير، عمان، الأردن، 1992.[22]
- «نداء إلى حكماء الأمة»، دار الإعلام، عمان، الأردن، 2002.[23]
- «نظرات إسلامية في الأدب والحياة»، بيروت: المكتب الإسلامي، 1993.[24]
- "الأعمال الشعرية، 1966-2009″، دار المأمون للنشر، عمان، الأردن، 2011.[25]
- «أصداء الغزو المغولي في الشعر العربي من القرن السابع إلى القرن التاسع للهجرة»، مكتبة الأقصى، عمان، الأردن، 1982.[26]
- «بديع الزمان سعيد النورسي: ملامح صورة وسيرة»، دار المأمون للنشر والتوزيع، عمان، الأردن، 2013.[27]
- «رحلة مع الادب الإسلامي: تنظيرا وتطبيقا»، دار المأمون للنشر والتوزيع، الأردن، 2015.[28]
- «قضايا وتجليات في رسائل النور»، المنهل للنشر الإلكتروني، 2017.[29]
- «المكتبة العربية والثقافة المكتبية»، تأليف إبراهيم صبيح وأحمد حماد مأمون جرار وسعود محمود عبد الجابر، دار المناهج للنشر والتوزيع، 1998.[30]
- «أحاديث الفتن والفقه المطلوب»، دار الإعلام، عمان، الأردن، 2006.[31]
- «أصحاب الكهف»، 1993.
- «الألوان في القرآن الكريم»، 1990.
- «أم موسى»، 1989.
- «اللؤلؤ والمرجان من حكم بديع الزمان سعيد النورسي»، دار سوزلر للنشر، تركيا، 2014.[32]
- «الرسول الداعية»، 1986.
- «السيرة النبوية: العهد المدني»، عمر سليمان مكحل، وحسني أدهم جرار، دار المنهل، عمان، الأردن، 2008.
- «المثقفون.. والشقاء»، 1989.
- «امرأة فرعون»، 1989.
- «دراسات في الأدب الإسلامي»، دار المأمون للنشر، عمان، الأردن، 2015.[33]
- «ذو القرنين»، 1992.
- «صبوة قلب... فجر حياة»، دار المأمون للنشر، عمان، الأردن، 2015.
- «صور من التكافل الاجتماعي»، 1993.
- «على باب غرناطة»، 1971.
- «فؤاد سيزكين والنموذج المطلوب»، 1986.
- «كلمات في نجيب الكيلاني»، 1995.
- «لمسات قدرية في سورة يوسف ودراسات قرآنية»، دار المأمون للنشر، عمان، الأردن، 2008.[34]
- «مؤمن آل فرعون»، 1990.
- «مريم بنت عمران»، 1989.
- «مع القرآن: دراسات ونظريات»، دار المأمون للنشر، عمان، الأردن، 2014.[35]
- «نحن والحضارة الغربية»، 1986.
- «نحو منهج إسلامي للقصة التاريخية»، 1987.
- «من عوامل التغريب في المجتمع الإسلامي»، 1988.
- «نماذج بشرية في القرآن الكريم: إبراهيم وأبوه»، 1988.
- «نماذج بشرية في القرآن الكريم: لقمان وابنه»، 1988.
- «يوسف وامرأة العزيز»، 1990.
- «من صور المجتمع الإسلامي في رحلة ابن بطوطة»، 1993.